# Czarna Dąbrówka (gromada w powiecie bytowskim)
Czarna Dąbrówka (do 30 XII 1971 Nożyno) – dawna gromada, czyli najmniejsza jednostka podziału terytorialnego Polskiej Rzeczypospolitej Ludowej w latach 1954–1972.
Gromady, z gromadzkimi radami narodowymi (GRN) jako organami władzy najniższego stopnia na wsi, funkcjonowały od reformy reorganizującej administrację wiejską przeprowadzonej jesienią 1954 do momentu ich zniesienia z dniem 1 stycznia 1973, tym samym wypierając organizację gminną w latach 1954–1972.
Gromadę Czarna Dąbrówka z siedzibą GRN w Czarnej Dąbrówce utworzono 31 grudnia 1971 w powiecie bytowskim w woj. koszalińskim w związku z przeniesieniem siedziby GRN gromady Nożyno z Nożyna do Czarnej Dąbrówki i zmianą nazwy jednostki na gromada Czarna Dąbrówka.
31 grudnia 1971 do gromady Czarna Dąbrówka włączono obszar zniesionej gromady Mikorowo (bez wsi Warcimino) w tymże powiecie.
Gromada przetrwała do końca 1972 roku, czyli do kolejnej reformy gminnej. 1 stycznia 1973 w powiecie bytowskim utworzono gminę Czarna Dąbrówka.